# Ford Galaxy
Der Ford Galaxy ist ein Pkw-Modell des Automobilherstellers Ford.
Der Van wurde ab Sommer 1995 angeboten und war zunächst nahezu baugleich mit dem VW Sharan I und dem Seat Alhambra I. Bei der im Frühjahr 2006 eingeführten, zweiten Modellgeneration handelt es sich um eine Eigenentwicklung von Ford.
Im Frühjahr 2023 endete die Produktion des Galaxy und des eng verwandten S-MAX ohne direkte Nachfolgemodelle.

## Galaxy '95/'00 (Typ WGR, 1995–2006)
| Sterne im Euro-NCAP-Crashtest (VW Sharan, 1999) |

Die erste Generation war eine Gemeinschaftsentwicklung mit Volkswagen und Seat und wurde zusammen mit dem VW Sharan ab Juni 1995 in Palmela (Portugal) produziert. Die dort 1991 gegründete Autoeuropa Automóveis, Lda (GmbH) war als Joint-Venture bis Ende 1998 je zur Hälfte im Besitz von VW und Ford. Die Herstellung des Seat Alhambra begann Mitte 1996. Die drei Fahrzeuge werden daher auch als SGA-Modell bezeichnet.
Der Galaxy vereinte die Technik- und Designwelten der beiden Automobilkonzerne. Nachdem Ford und VW Unstimmigkeiten über die Größe eines gemeinsamen neuen Modells hatten, verkaufte Ford 1998 seine Autoeuropa-Anteile an VW und entwickelte selbstständig ein neues Modell. Da beide neuen Generationen sich nur unwesentlich in der Größe unterscheiden, dürfte der tatsächliche Grund ein anderer gewesen sein.
Im April 2000 wurde der Galaxy modifiziert (Galaxy '00). Sein Äußeres wurde den anderen Modellen im Ford-Programm im Stile des New Edge-Designs angeglichen. Auch die Motoren wurden überarbeitet und die Motorleistungen erhöht.
Im Dezember 2003 (Modelljahr 2004) erfolgte ein weiteres kleines Facelift, erkennbar unter anderem am nun in Chrom eingefassten Kühlergrill, geändertem Stoßfänger vorn (mit lackierter Querstrebe unten) und geänderten Rückleuchten (Oberteil nun in Klarglasoptik).
Bis Mai 2006 wurde der Galaxy im Auftrag von Ford bei VW Autoeuropa in Palmela weiter produziert, während der Sharan im Spätherbst 2004 für das Modelljahr 2005 eine zweite Modellpflege erhielt und erst im September 2010 abgelöst wurde.

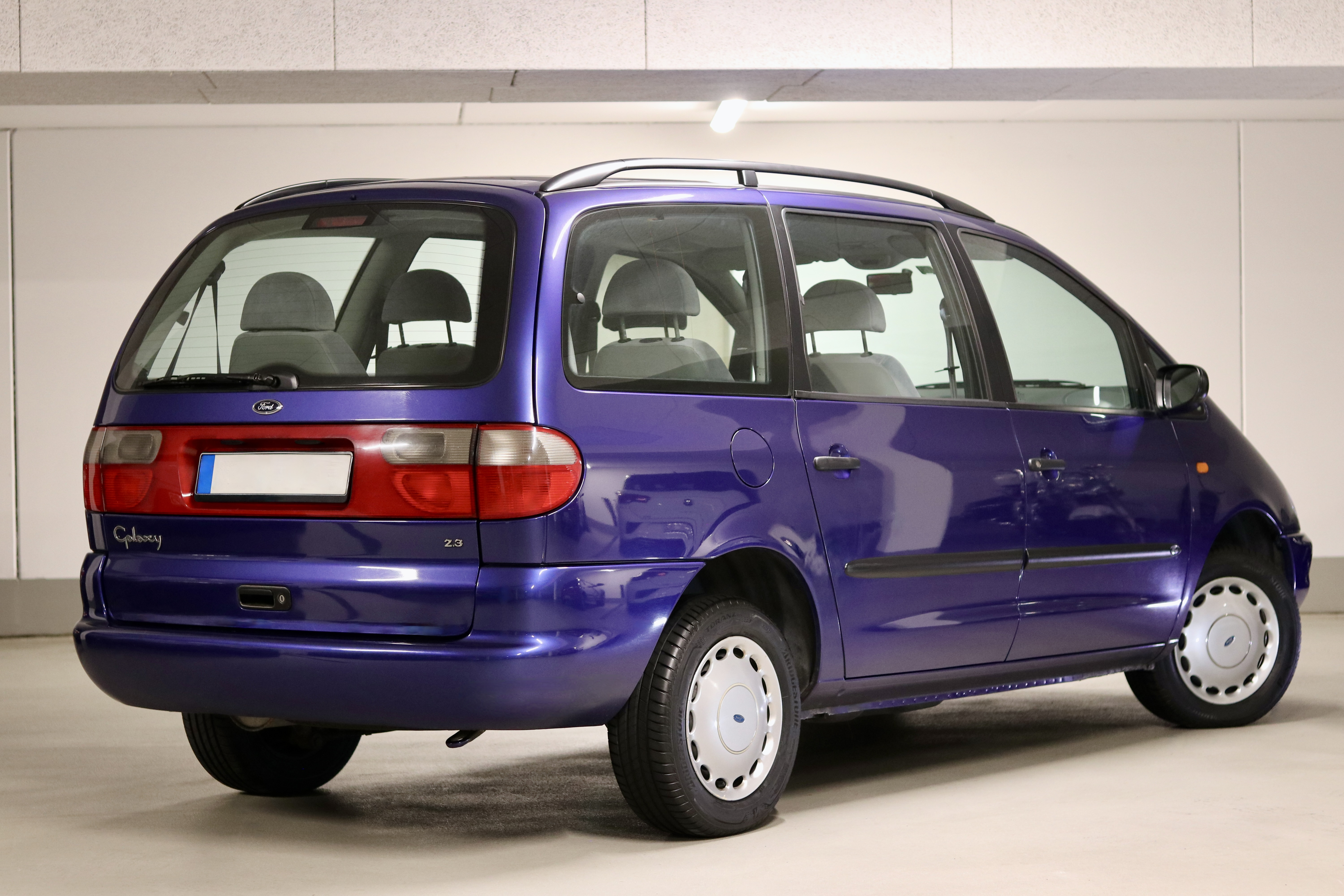
Heckansicht
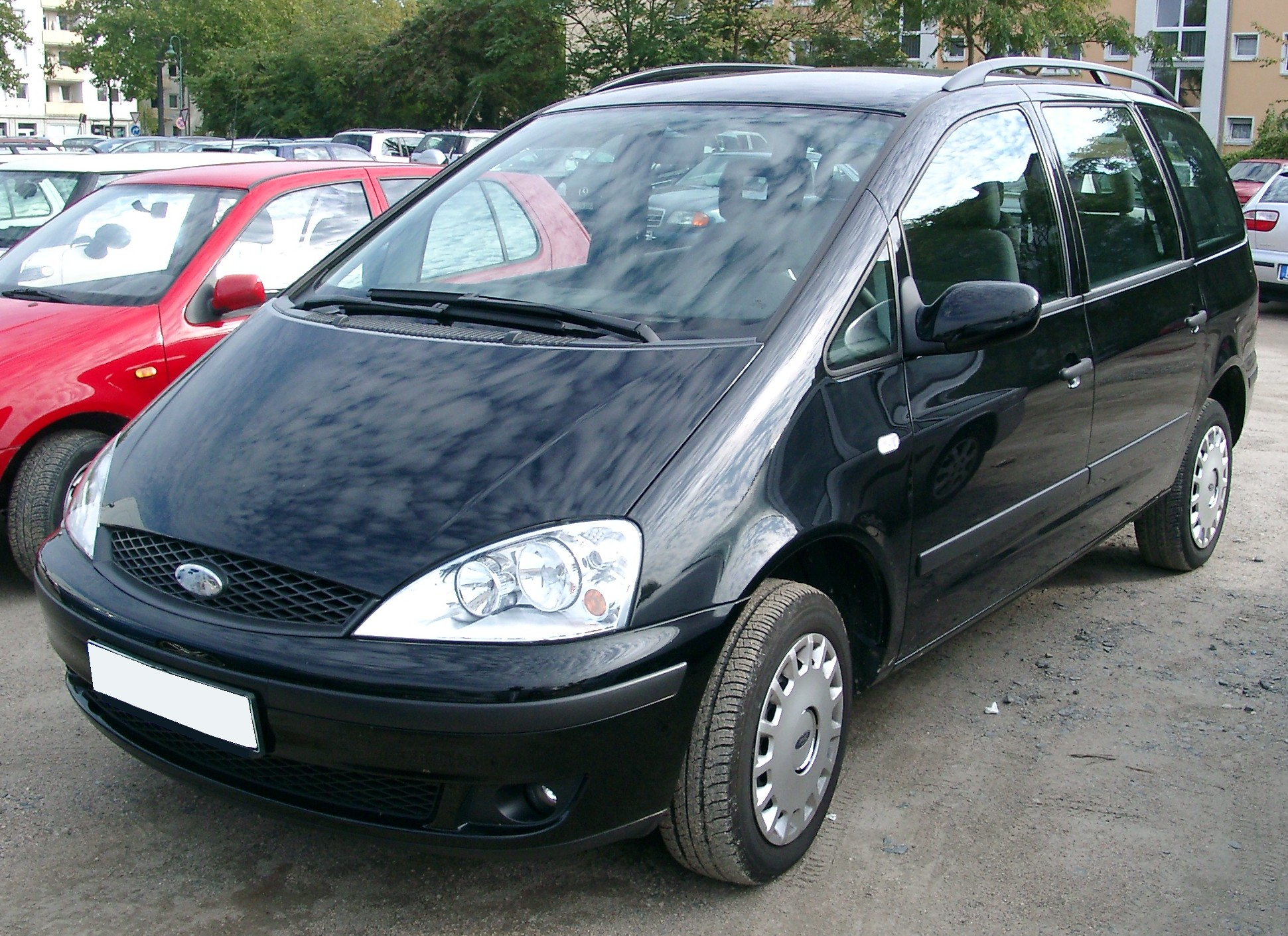
Ford Galaxy (2000–2006) Frontansicht
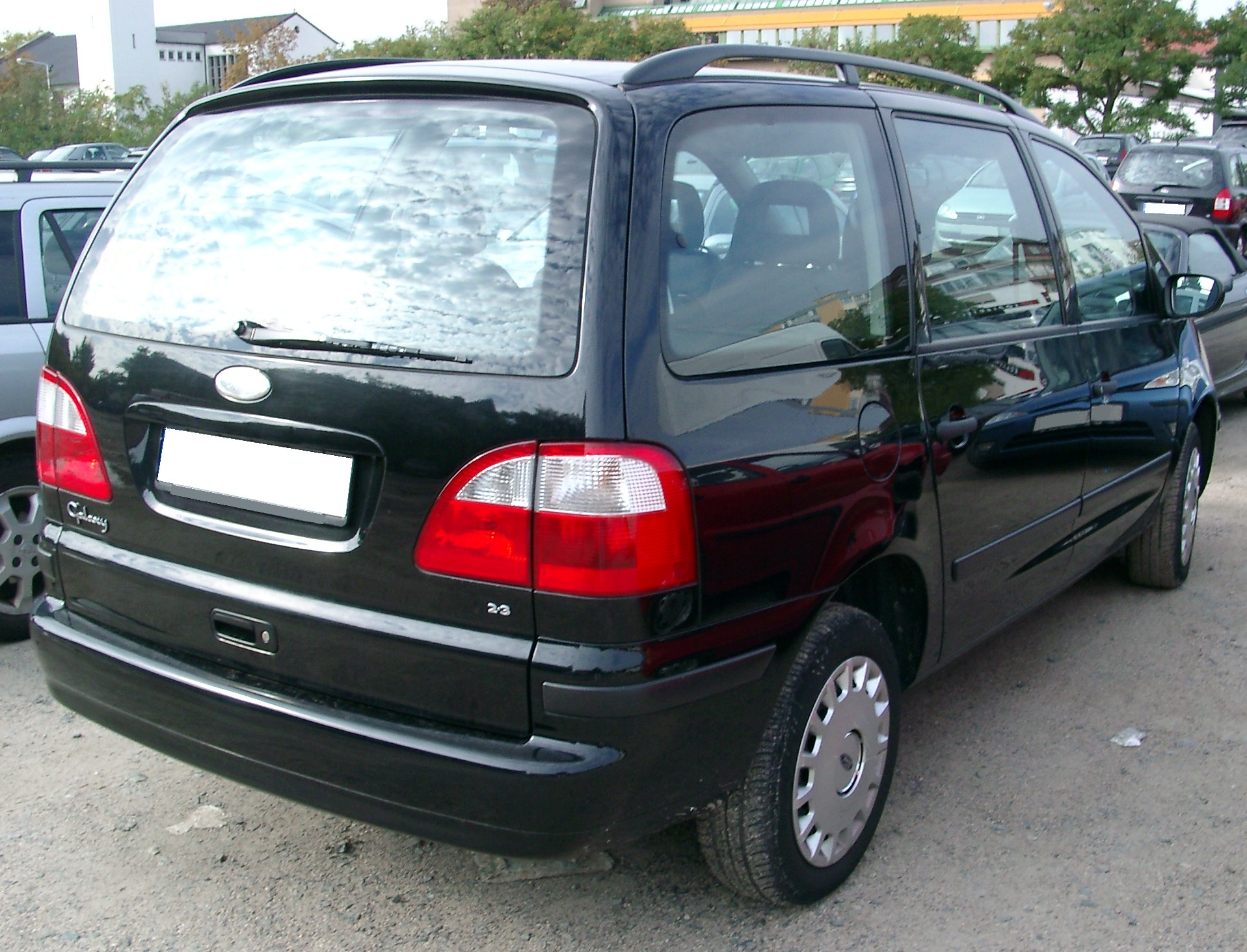
Heckansicht

### Technische Daten
| Modellbezeichnung | Motor- hersteller | Motor- kennung | Anzahl Ventile pro Zylinder | Bohrung × Hub (mm) | Hubraum (cm³) | Gemisch- aufbereitung | Verdichtungs- verhältnis | Max. Leistung kW (PS) bei min−1 | Max. Drehmoment Nm bei min−1 | Getriebe    | Höchst- geschwindigkeit (km/h) | Beschleunigung 0–100 km/h (s) | Verbrauch (l/100 km) | Produktions- zeitraum |
| Ottomotoren       | Ottomotoren       | Ottomotoren    | Ottomotoren                 | Ottomotoren        | Ottomotoren   | Ottomotoren           | Ottomotoren              | Ottomotoren                     | Ottomotoren                  | Ottomotoren | Ottomotoren                    | Ottomotoren                   | Ottomotoren          | Ottomotoren           |
| ----------------- | ----------------- | -------------- | --------------------------- | ------------------ | ------------- | --------------------- | ------------------------ | ------------------------------- | ---------------------------- | ----------- | ------------------------------ | ----------------------------- | -------------------- | --------------------- |
| 2.0 DOHC          | Ford              | NSE, ZVSA      | 2                           | 86,0 × 86,0        | 1998          | Saugrohreinspritzung  | 9,8:1                    | 85 (115)/5500                   | 170/2300                     | M5          | 177                            | 15,4                          | 7,9 S                | 08/1995–05/2006       |
| 2.3 DOHC          | Ford              | Y5B, E5SA      | 4                           | 89,6 × 91,0        | 2295          | Saugrohreinspritzung  | 10,0:1                   | 107 (145)/5500                  | 203/2500                     | M5          | 192                            | 12,3                          | 7,8 S                | 02/1997–10/2002       |
| 2.3 DOHC          | Ford              | Y5B, E5SA      | 4                           | 89,6 × 91,0        | 2295          | Saugrohreinspritzung  | 10,0:1                   | 107 (145)/5500                  | 203/2500                     | A4          | 187                            | 13,7                          | 8,6 S                | 02/1997–10/2002       |
| 2.3 DOHC          | Ford              | E5SB           | 4                           | 89,6 × 91,0        | 2295          | Saugrohreinspritzung  | 10,0:1                   | 103 (140)/5500                  | 200/2500                     | M5          | 191                            | 12,7                          | 7,8 S                | 11/2002–05/2006       |
| 2.3 DOHC          | Ford              | E5SB           | 4                           | 89,6 × 91,0        | 2295          | Saugrohreinspritzung  | 10,0:1                   | 103 (140)/5500                  | 200/2500                     | A4          | 186                            | 13,7                          | 8,6 S                | 11/2002–05/2006       |
| 2.8 VR6           | VW                | AAA, AMY       | 2                           | 81,0 × 90,3        | 2792          | Saugrohreinspritzung  | 10,0:1                   | 128 (174)/5800                  | 235/4200                     | M5          | 199                            | 11,8                          | 8,9 S                | 06/1995–02/2000       |
| 2.8 VR6           | VW                | AAA, AMY       | 2                           | 81,0 × 90,3        | 2792          | Saugrohreinspritzung  | 10,0:1                   | 128 (174)/5800                  | 235/4200                     | A4          | 195                            | 13,2                          | 8,9 S                | 06/1995–02/2000       |
| 2.8 VR6 4×4       | VW                | AAA, AMY       | 2                           | 81,0 × 90,3        | 2792          | Saugrohreinspritzung  | 10,0:1                   | 128 (174)/5800                  | 235/4200                     | M5          | 193                            | 13,8                          | 10,3 S               | 09/1996–02/2000       |
| 2.8 VR6           | VW                | AYL            | 4                           | 81,0 × 90,3        | 2792          | Saugrohreinspritzung  | 10,75:1                  | 150 (204)/6200                  | 265/3400                     | M6          | 217                            | 9,9                           | 10,5 SP              | 04/2000–05/2006       |
| 2.8 VR6           | VW                | AYL            | 4                           | 81,0 × 90,3        | 2792          | Saugrohreinspritzung  | 10,75:1                  | 150 (204)/6200                  | 265/3400                     | A5          | 212                            | 10,4                          | 11,4 SP              | 04/2000–05/2006       |
| Dieselmotoren     |                   |                |                             |                    |               |                       |                          |                                 |                              |             |                                |                               |                      |                       |
| 1.9 TDI           | VW                | 1Z             | 2                           | 79,5 × 95,5        | 1896          | Direkteinspritzung    | 19,5:1                   | 66 (90)/4000                    | 202/1900                     | M5          | 160                            | 17,1                          | 5,4 D                | 06/1995–07/1996       |
| 1.9 TDI           | VW                | AHU            | 2                           | 79,5 × 95,5        | 1896          | Direkteinspritzung    | 19,5:1                   | 66 (90)/4000                    | 210/1900                     | M5          | 160                            | 17,1                          | 5,4 D                | 07/1996–02/2000       |
| 1.9 TDI           | VW                | AFN, AVG       | 2                           | 79,5 × 95,5        | 1896          | Direkteinspritzung    | 19,5:1                   | 81 (110)/4150                   | 235/1900                     | M5          | 172                            | 16,4                          | 5,4 D                | 11/1997–02/2000       |
| 1.9 TDI           | VW                | AFN, AVG       | 2                           | 79,5 × 95,5        | 1896          | Direkteinspritzung    | 19,5:1                   | 81 (110)/4150                   | 235/1900                     | A4          | 169                            | 19,1                          | 6,5 D                | 11/1997–02/2000       |
| 1.9 TDI           | VW                | ANU            | 2                           | 79,5 × 95,5        | 1896          | Pumpe-Düse-System     | 18,0:1                   | 66 (90)/4000                    | 240/1900                     | M6          | 164                            | 17,2                          | 6,7 D                | 04/2000–05/2006       |
| 1.9 TDI           | VW                | AUY            | 2                           | 79,5 × 95,5        | 1896          | Pumpe-Düse-System     | 18,0:1                   | 85 (115)/4000                   | 310/1900                     | M6          | 181                            | 13,7                          | 6,6 D                | 04/2000–05/2006       |
| 1.9 TDI           | VW                | AUY            | 2                           | 79,5 × 95,5        | 1896          | Pumpe-Düse-System     | 18,0:1                   | 85 (115)/4000                   | 310/1900                     | A5          | 177                            | 15,1                          | 7,8 D                | 04/2000–05/2006       |
| 1.9 TDI           | VW                | ASZ            | 2                           | 79,5 × 95,5        | 1896          | Pumpe-Düse-System     | 18,0:1                   | 96 (130)/4000                   | 310/1900                     | M6          | 188                            | 12,8                          | 6,5 D                | 10/2002–05/2006       |
| 1.9 TDI           | VW                | BTB            | 2                           | 79,5 × 95,5        | 1896          | Pumpe-Düse-System     | 18,0:1                   | 110 (150)/4000                  | 310/1900                     | M6          | 199                            | 11,9                          | 6,6 D                | 02/2005–05/2006       |

1. ↑  Mit Super Plus (98 ROZ): 240 Nm
2. ↑  Ab Baujahr 2004 durch den Schriftzug TDI gekennzeichnet
3. ↑  Ab Baujahr 2004 durch den Schriftzug TDI gekennzeichnet

- Die Verfügbarkeit der Motoren war von Modell, Ausstattung und Markt abhängig.

## Galaxy '06/'10 (Typ WA6, 2006–2014)
Im Mai 2006 erschien das bei Ford selbst entwickelte neue Modell, das im belgischen Ford-Werk Genk gebaut wurde. Gleichzeitig wurde auf der gleichen Plattform der etwas kleinere und nur fünfsitzige (Siebensitzer als Option) Ford S-MAX eingeführt, der ebenfalls in Belgien hergestellt wurde. Der Galaxy trägt gemeinsam mit dem S-MAX als erstes Modell das für die nächsten Jahre die Ford-Gesichter prägende Kinetic Design, das erstmals bei der Studie Ford Iosis angewandt wurde. Das neue Modell ist rund 18 cm länger als das Vormodell.
| Sterne im Euro-NCAP-Crashtest (2006) |

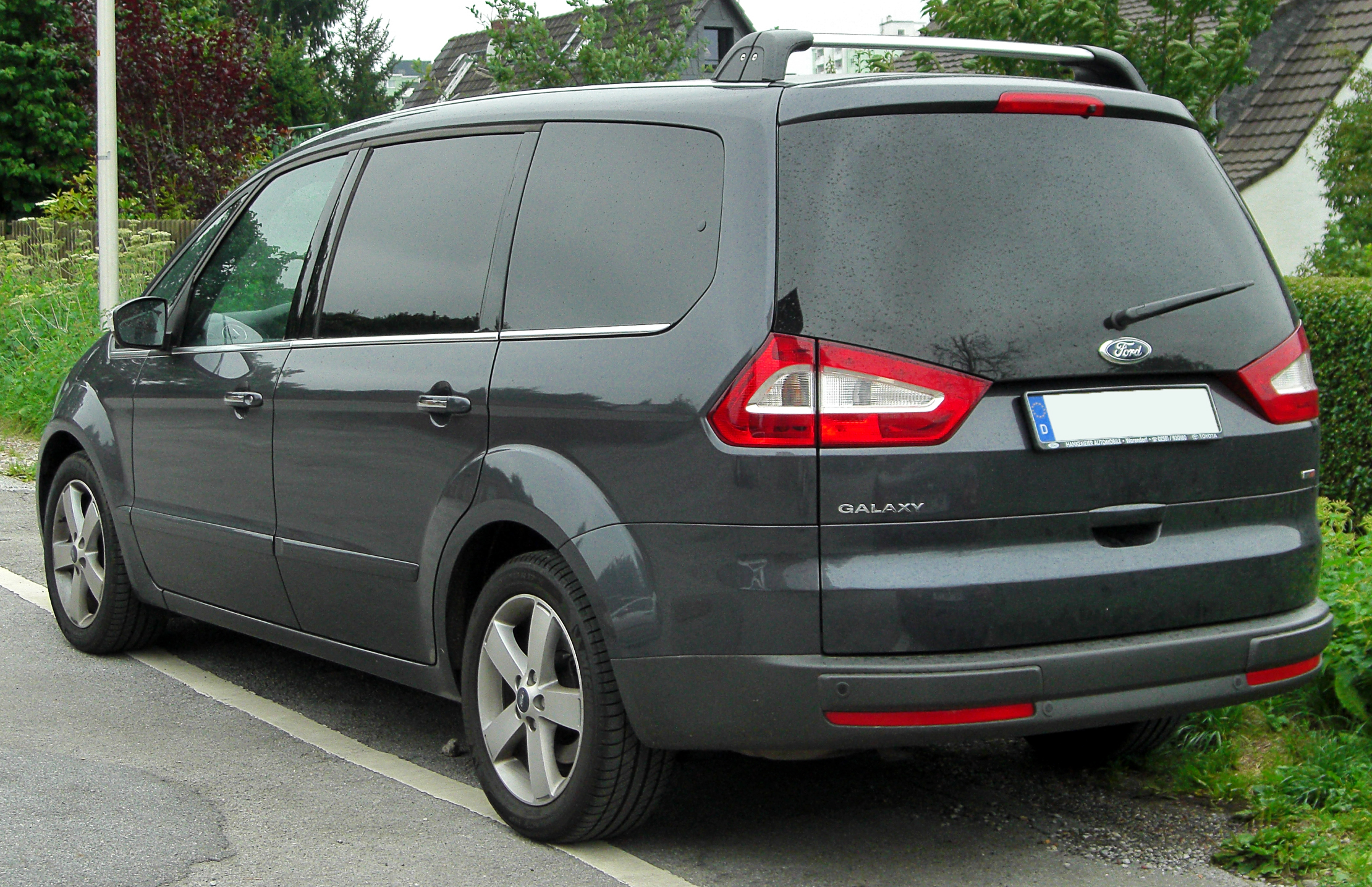
Heckansicht

Bei den Ottomotoren war der 2,0-Liter-Motor sowohl in der normalen als auch in der Flexifuel-Variante mit einem manuellen Fünfgang-Getriebe ausgerüstet. Der 2,3-Liter-Motor hingegen ist nur mit dem Durashift-6-tronic genannten Sechsgang-Automatikgetriebe verfügbar. Die mit einem Diesel ausgerüsteten Galaxy wurden alle ab Werk mit einem manuellen 6-Gang-Getriebe ausgeliefert. Allerdings war für die 103-kW-Variante gegen Aufpreis die Durashift-6-tronic erhältlich. Mit Ausnahme des 1,6 TDCi und des 1,8 TDCi haben alle Motorisierungen 4 Ventile pro Zylinder.
Der 1,8-Liter-Diesel wurde mit einem manuellen Fünfgang-Getriebe ausgeliefert und war zudem der einzige Zweiventiler im Galaxy. Die 96-kW-Variante des 2,0-Liter-Motors wurde anfangs mit einem manuellen Sechsgang-Getriebe und auf Wunsch mit der Durashift-6-tronic ausgeliefert. Später wurde dieser Motor bis zum Ende seiner Verfügbarkeit nur mit dem Automatikgetriebe angeboten.
Alle im Galaxy eingesetzten Motoren erfüllen die Abgasnorm Euro 4, ab dem Facelift 2010 Euro 5. Abgesehen von der 1,8-Liter-Variante sind alle Diesel serienmäßig mit einem Partikelfilter ausgestattet. Alle beschriebenen Motorisierungen waren auf dem deutschen Markt erhältlich. Auf anderen Märkten wurde noch eine 92 kW (125 PS)-Version des 1,8-Liter-Dieselmotors offeriert.
Der Galaxy (WA6) hat serienmäßig eine dritte Sitzreihe hinten, die zusammen mit der mittleren vollständig im Boden versenkt werden kann. Alle Sitze sind einzeln verschiebbar und verfügen über höhenverstellbare Kopfstützen und Dreipunkt-Gurte. Eine Neuheit im Galaxy (WA6) war das aufpreispflichtige, weit nach hinten reichende Panorama-Glasdach mit einem längs verlaufenden Mittelsteg mit integrierten Ablagen.
Seit 2008 gab es den Galaxy neben den bereits bekannten Ausstattungsvarianten Trend und Ghia auch in einer Titanium-Version. Die bisherige Ausstattungsvariante Ambiente war ab diesem Zeitpunkt auf dem deutschen Markt nicht mehr verfügbar. 2009 gab es das Sondermodell Concept, das unterhalb des Trend rangierte.

### Modellpflege

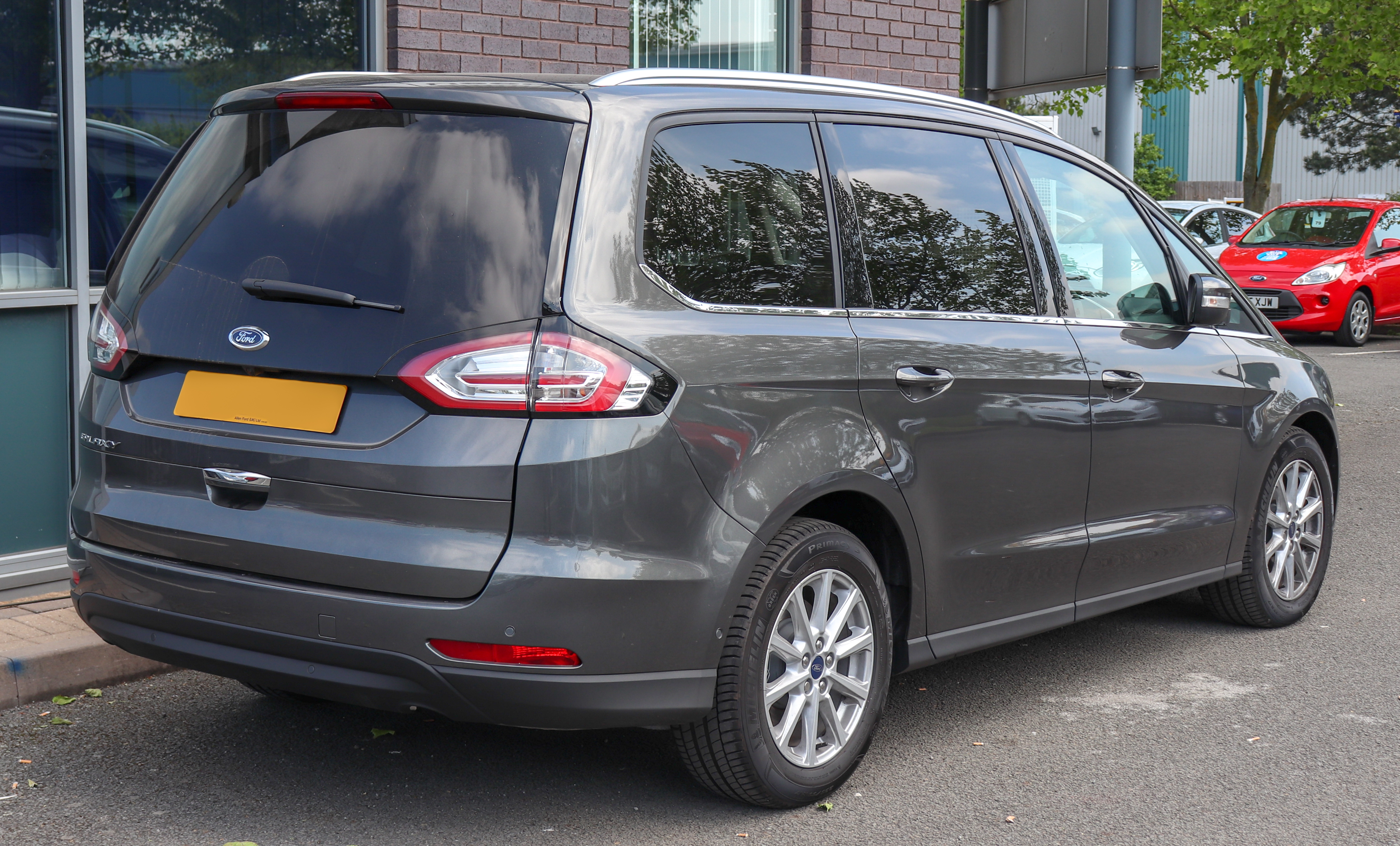
Heckansicht

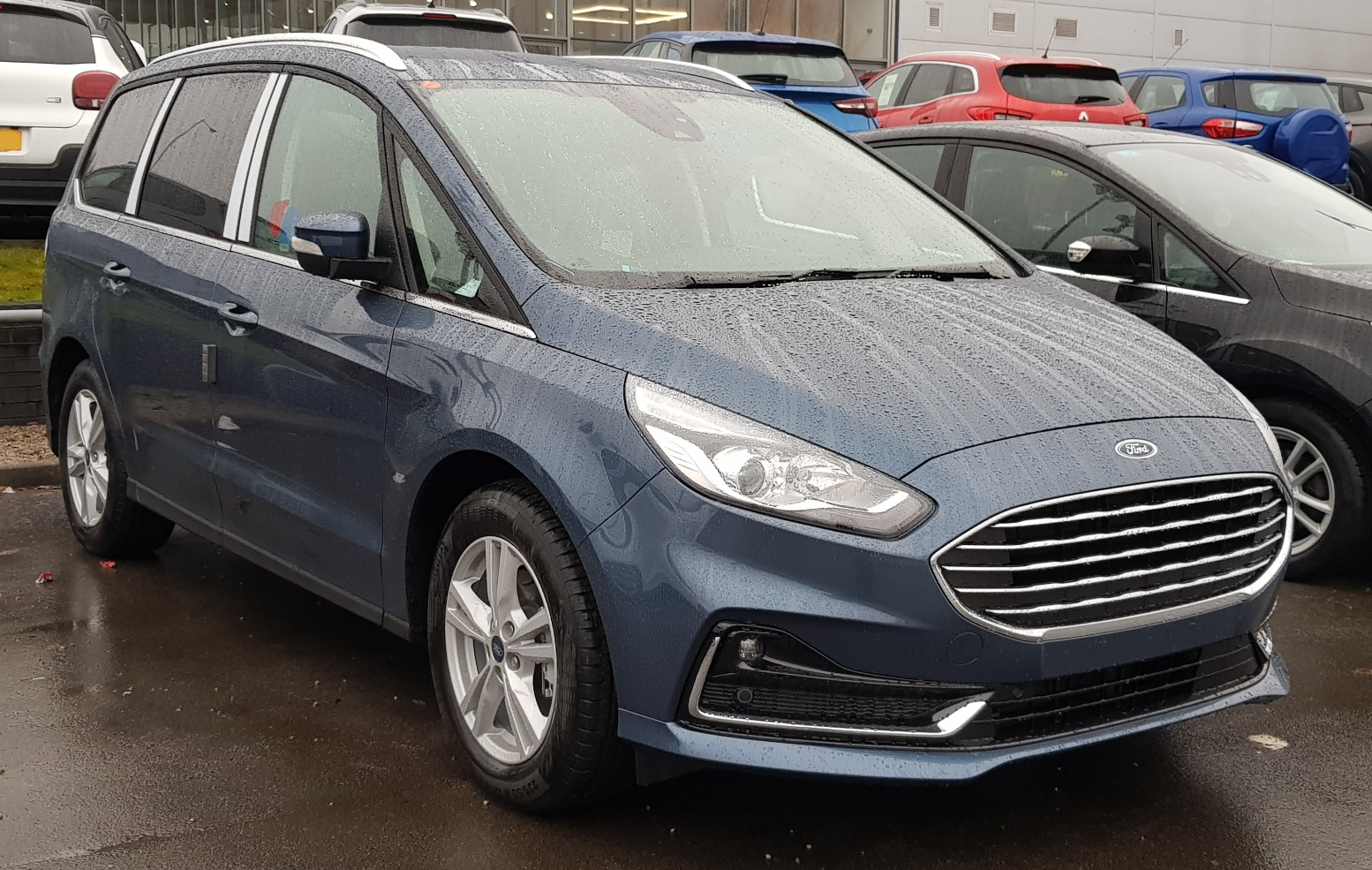
Modell Ttanium-Hybrid, 2021,
das Heck blieb unverändert

Im Mai 2010 erhielt die zweite Generation ein Facelift (Galaxy '10). Außen gab es nur kleinere Veränderungen, so erhielt das Fahrzeug eine etwas modifizierte Motorhaube und eine neue silberfarbene Dachreling, weiterhin wurden die Rückleuchten auf LED-Technik umgestellt. Optional waren nun unter anderem ein Spurwechselassistent, das Ford Key Free System und die Ford Power Startfunktion (schlüsselfreies Ent-/Verriegeln und Starten), ein neues Premium-Sound-System mit Subwoofer und eine Rückfahrkamera erhältlich. Der Galaxy wurde weiterhin in den Ausstattungslinien Trend, Ghia und Titanium angeboten.
Das Motorenprogramm wurde komplett überarbeitet und erfüllt nun durchgehend die Euro-5-Abgasnorm. Dabei wurden die Verbrauchswerte deutlich gesenkt. Der Galaxy war zusammen mit dem S-Max das erste Ford-Modell, das den 2,0-Liter-EcoBoost-Ottomotor mit Turboaufladung erhielt. Die bisherige Wandlerautomatik wurde aus dem Programm genommen und durch das PowerShift-Automatikgetriebe mit Doppelkupplungstechnologie ersetzt. Der 2008 eingeführte 2,2-Liter-Dieselmotor war nach einer Unterbrechung nun wieder verfügbar.
Im Dezember 2014 wurde die Produktion beendet.

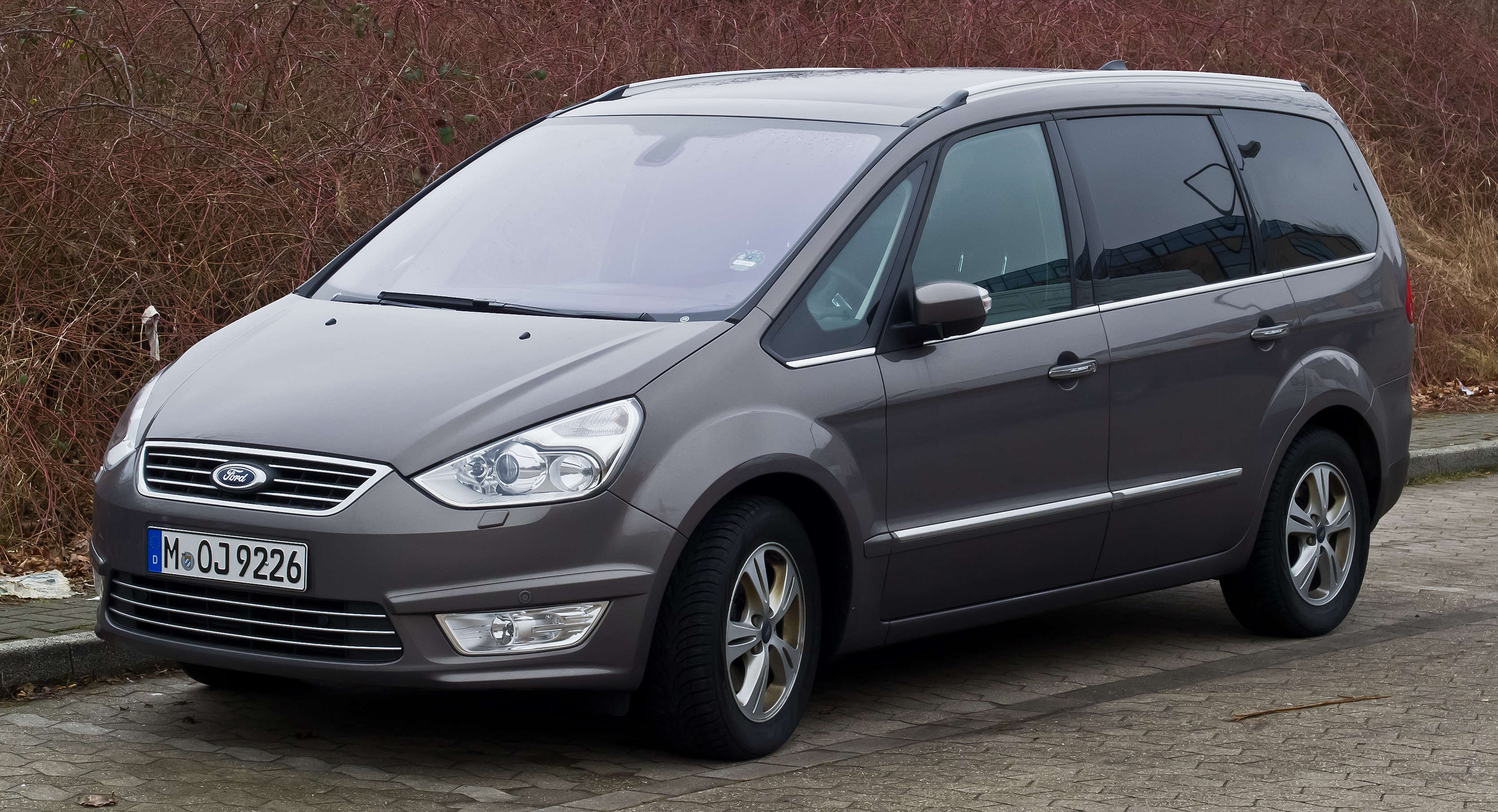
Ford Galaxy (2010–2014)
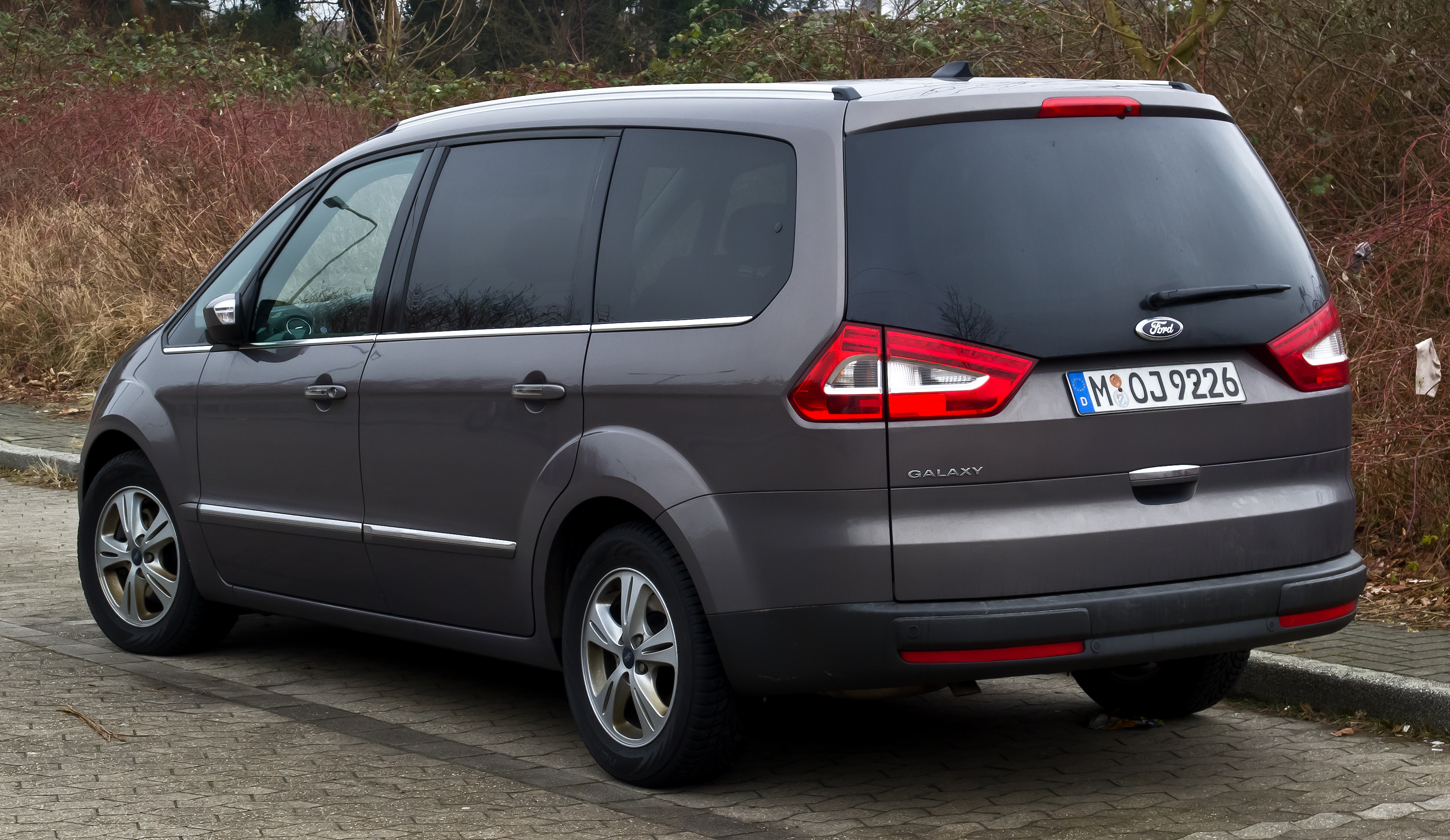
Heckansicht

### Technische Daten
| Modellbezeichnung | Motor- hersteller | Anzahl Ventile pro Zylinder | Bohrung × Hub (mm) | Hubraum (cm³) | Gemisch- aufbereitung    | Verdichtungs- verhältnis | Max. Leistung kW (PS) bei min−1 | Max. Drehmoment Nm bei min−1 | Getriebe    | Höchst- geschwindigkeit (km/h) | Beschleunigung 0–100 km/h (s) | Verbrauch (l/100 km) | CO2-Emission (kombiniert) (g/km) | Produktions- zeitraum |
| Ottomotoren       | Ottomotoren       | Ottomotoren                 | Ottomotoren        | Ottomotoren   | Ottomotoren              | Ottomotoren              | Ottomotoren                     | Ottomotoren                  | Ottomotoren | Ottomotoren                    | Ottomotoren                   | Ottomotoren          | Ottomotoren                      | Ottomotoren           |
| ----------------- | ----------------- | --------------------------- | ------------------ | ------------- | ------------------------ | ------------------------ | ------------------------------- | ---------------------------- | ----------- | ------------------------------ | ----------------------------- | -------------------- | -------------------------------- | --------------------- |
| 1.6 EcoBoost-SCTi | Ford              | 4                           | 79,0 × 81,4        | 1596          | Benzindirekteinspritzung | 10,0:1                   | 118 (160)/5700                  | 240/1600–4000                | M6          | 201                            | 9,9                           | 7,2 S                | 154                              | 02/2011–12/2014       |
| 2.0               | Ford              | 4                           | 87,5 × 83,1        | 1999          | Saugrohreinspritzung     | 10,8:1                   | 107 (145)/6000                  | 190/4500                     | M5          | 194                            | 11,2                          | 8,2 S                | 189                              | 05/2006–12/2014       |
| 2.0 EcoBoost-SCTi | Ford              | 4                           | 87,5 × 83,1        | 1999          | Benzindirekteinspritzung | 10,0:1                   | 149 (203)/6000                  | 300/1750–4500                | PS6         | 217                            | 8,8                           | 8,1 S                | 189                              | 05/2010–12/2014       |
| 2.3               | Ford              | 4                           | 87,5 × 94,0        | 2261          | Saugrohreinspritzung     | 10,6:1                   | 118 (160)/6500                  | 208/4200                     | DS6         | 191                            | 11,6                          | 9,8 S                | 235                              | 07/2007–05/2010       |
| Flexifuel         |                   |                             |                    |               |                          |                          |                                 |                              |             |                                |                               |                      |                                  |                       |
| 2.0 Flexifuel     | Ford              | 4                           | 87,5 × 83,1        | 1999          | Saugrohreinspritzung     | 10,8:1                   | 107 (145)/6000                  | 190/4500                     | M5          | 194                            | 11,2                          | 8,2 S                | 189                              | 02/2008–12/2014       |
| Dieselmotoren     |                   |                             |                    |               |                          |                          |                                 |                              |             |                                |                               |                      |                                  |                       |
| 1.6 Duratorq TDCi | PSA               | 2                           | 75,0 × 88,3        | 1560          | Common-Rail-Einspritzung | 16,0:1                   | 85 (115)/3600                   | 270/1750–2500                | M6          | 178                            | 13,4                          | 5,2 D                | 139                              | 02/2011–04/2015       |
| 1.8 Duratorq TDCi | Ford              | 2                           | 82,5 × 82,0        | 1753          | Common-Rail-Einspritzung | 18,5:1                   | 74 (100)/3850                   | 280/1700                     | M5          | 171                            | 14,3                          | 5,3 D                |                                  | 07/2006–09/2007       |
| 1.8 Duratorq TDCi | Ford              | 2                           | 82,5 × 82,0        | 1753          | Common-Rail-Einspritzung | 18,5:1                   | 92 (125)/3700                   | 320/1800                     | M6          | 187                            | 11,8                          | 6,3 D                | 166                              | 07/2006–09/2007       |
| 2.0 Duratorq TDCİ | PSA               | 4                           | 85,0 × 88,0        | 1997          | Common-Rail-Einspritzung | 17,9:1                   | 96 (130)/4000                   | 320/1750–2240                | M6          | 188                            | 11,2                          | 5,5 D                |                                  | 07/2006–02/2008       |
| 2.0 Duratorq TDCİ | PSA               | 4                           | 85,0 × 88,0        | 1997          | Common-Rail-Einspritzung | 17,9:1                   | 96 (130)/4000                   | 320/1750–2240                | DS6         | 186                            | 12,3                          | 5,9 D                | 196                              | 07/2006–04/2010       |
| 2.0 Duratorq TDCİ | PSA               | 4                           | 85,0 × 88,0        | 1997          | Common-Rail-Einspritzung | 17,9:1                   | 103 (140)/4000                  | 320/1750–2240                | M6          | 193                            | 10,5                          | 5,5 D                | 172                              | 05/2006–04/2010       |
| 2.0 Duratorq TDCİ | PSA               | 4                           | 85,0 × 88,0        | 1997          | Common-Rail-Einspritzung | 16,0:1                   | 103 (140)/3750                  | 320/1750–2750                | M6          | 193                            | 10,6                          | 5,6 D                | 149                              | 05/2010–12/2014       |
| 2.0 Duratorq TDCİ | PSA               | 4                           | 85,0 × 88,0        | 1997          | Common-Rail-Einspritzung | 16,0:1                   | 103 (140)/3750                  | 320/1750–2750                | PS6         | 190                            | 11,1                          | 6,0 D                | 159                              | 05/2010–12/2014       |
| 2.0 Duratorq TDCİ | PSA               | 4                           | 85,0 × 88,0        | 1997          | Common-Rail-Einspritzung | 16,0:1                   | 120 (163)/3750                  | 340/2000–3250                | M6          | 203                            | 9,8                           | 5,6 D                | 149                              | 05/2010–12/2014       |
| 2.0 Duratorq TDCİ | PSA               | 4                           | 85,0 × 88,0        | 1997          | Common-Rail-Einspritzung | 16,0:1                   | 120 (163)/3750                  | 340/2000–3250                | PS6         | 200                            | 10,4                          | 6,0 D                | 159                              | 05/2010–12/2014       |
| 2.2 TDCi          | PSA               | 4                           | 85,0 × 96,0        | 2179          | Common-Rail-Einspritzung | 16,6:1                   | 129 (175)/3500                  | 400/1750                     | M6          | 208                            | 9,6                           | 6,7 D                | 179                              | 02/2008–04/2010       |
| 2.2 TDCi          | PSA               | 4                           | 85,0 × 96,0        | 2179          | Common-Rail-Einspritzung | 15,8:1                   | 147 (200)/3500                  | 420/1750–3000                | M6          | 215                            | 8,8                           | 6,9 D                | 179                              | 05/2010–12/2014       |
| 2.2 TDCi          | PSA               | 4                           | 85,0 × 96,0        | 2179          | Common-Rail-Einspritzung | 15,8:1                   | 147 (200)/3500                  | 420/1750–3000                | DS6         | 210                            | 9,1                           | 7,1 D                | 189                              | 05/2010–12/2014       |

Bemerkungen:
- Die Verfügbarkeit der Motoren ist von Modell, Ausstattung und Markt abhängig.
- PS: PowerShift = Direktschaltgetriebe, 6-Gang-Automatik mit manueller Schaltmöglichkeit
- DS: Durashift = Sechsstufen-Automatikgetriebe mit manueller Schaltmöglichkeit

## Galaxy (2015–2023)
| Sterne im Euro NCAP-Crashtest (2015) | 5 Sterne im Euro-NCAP-Crashtest |

Am 12. September 2015 wurde die dritte Generation des Galaxy offiziell eingeführt. Sie basiert auf derselben Plattform wie die fünfte Generation des Ford Mondeo und die zweite Generation des Ford S-Max.
Zwei EcoBoost-Ottomotoren (1,5 Liter mit 118 kW (160 PS) und 2,0 Liter mit 177 kW (240 PS)) sowie ein 2,0-Liter-Turbodiesel in vier Leistungsstufen (88 kW, 110 kW, 132 kW und als Bi-Turbo mit 154 kW (120 PS, 150 PS, 180 PS und 210 PS)) standen zum Marktstart zur Auswahl. Für mehr Komfort hat diese Generation eine neue Hinterachse (Integrallenker-Hinterachse).
Der Galaxy der dritten Generation war, teilweise gegen Aufpreis, mit umfangreicher Ausstattung und Assistenzsystemen lieferbar, beispielsweise adaptive LED-Scheinwerfer mit blendfreiem Fernlicht, eine Adaptiv-Lenkung (passt die Lenkunterstützung den jeweiligen Fahrbedingungen an), Verkehrsschild-Erkennungssystem mit intelligentem Geschwindigkeitsbegrenzer, Pre-Collision-Assistent mit Fußgänger-Erkennung, Ein- und Auspark-Assistent mit Cross Traffic Alert, Toter-Winkel-Assistent, Fahrspur-Assistent, Müdigkeitswarner, Notruf-Assistent, Auto-Start/Stopp-System, elektrische Heckklappe und Multikontursitze mit Massagefunktion.

### Modellpflege
Mit der Umstellung auf die Euro 6d-TEMP-Abgasnorm im Juni 2018 überarbeitete Ford die Motorenpalette.
Im Oktober 2019 wurde eine Modellpflege mit leichter optischer Überarbeitung vorgestellt,
Anfang 2021 wurde eine Hybridversion auf den Markt gebracht, deren 2,5 Liter großer Ottomotor nach dem Atkinson-Prinzip arbeitet; der Elektromotor hat eine Leistung von 27 kW. Der Lithium-Ionen-Akku ist wassergekühlt und crashsicher im Unterboden platziert. Sein Automatikgetriebe arbeitet stufenlos. Die Herstellung des Hybridmodells erfolgte mit etwa 6.000 Mitarbeitern in Almussafes in der Nähe von Valencia.

### Technische Daten

#### Ottomotoren
|                                             | 1.5 EcoBoost                 | 1.5 EcoBoost                 | 2.0 EcoBoost                 | 2.5 Duratec FHEV             |
| Bauzeitraum                                 | 04/2015–06/2018              | 06/2018–09/2020              | 04/2015–06/2018              | 01/2021–04/2023              |
| Motorkenndaten                              |                              |                              |                              |                              |
| Motortyp                                    | R4-Ottomotor                 | R4-Ottomotor                 | R4-Ottomotor                 | R4-Ottomotor + Elektromotor  |
| Gemischaufbereitung                         | Direkteinspritzung           | Direkteinspritzung           | Direkteinspritzung           | Direkteinspritzung           |
| Motoraufladung                              | Turbolader                   | Turbolader                   | Turbolader                   | –                            |
| Hubraum                                     | 1499 cm³                     | 1499 cm³                     | 1999 cm³                     | 2488 cm³                     |
| max. Leistung Verbrennungsmotor             | 118 kW (160 PS) bei 6000/min | 121 kW (165 PS) bei 5500/min | 177 kW (240 PS) bei 5500/min | 110 kW (150 PS) bei 5500/min |
| max. Leistung Elektromotor                  | –                            | –                            | –                            | 98 kW (133 PS)               |
| Systemleistung                              | –                            | –                            | –                            | 140 kW (190 PS)              |
| max. Drehmoment Verbrennungsmotor           | 240 Nm bei 1600–4000/min     | 242 Nm bei 1600–4000/min     | 345 Nm bei 2300–4500/min     | 200 Nm bei 4500/min          |
| max. Drehmoment Elektromotor                | –                            | –                            | –                            |                              |
| Systemdrehmoment                            | –                            | –                            | –                            |                              |
| Kraftübertragung                            |                              |                              |                              |                              |
| Antrieb, serienmäßig                        | Vorderradantrieb             | Vorderradantrieb             | Vorderradantrieb             | Vorderradantrieb             |
| Getriebe, serienmäßig                       | 6-Gang-Schaltgetriebe        | 6-Gang-Schaltgetriebe        | 6-Gang-Automatikgetriebe     | Stufenloses Getriebe         |
| Messwerte                                   |                              |                              |                              |                              |
| Höchstgeschwindigkeit                       | 195 km/h                     | 195–200 km/h                 | 222 km/h                     | 182 km/h                     |
| Beschleunigung, 0–100 km/h                  | 9,9 s                        | 9,9–10,4 s                   | 8,4 s                        | 10,0 s                       |
| Kraftstoffverbrauch auf 100 km (kombiniert) | 6,7–6,5 l Super              | 7,5 l Super                  | 8,0–7,9 l Super              | 5,9–5,8 l Super              |
| CO2-Emission (kombiniert)                   | 154-149 g/km                 | 172 g/km                     | 184–180 g/km                 | 135–134 g/km                 |
| Abgasnorm nach EU-Klassifikation            | Euro 6                       | Euro 6d-TEMP                 | Euro 6                       | Euro 6d                      |

#### Dieselmotoren
|                                             | 2.0 TDCi                    | 2.0 EcoBlue                 | 2.0 TDCi                                  | 2.0 TDCi                     | 2.0 EcoBlue                                      | 2.0 EcoBlue                  | 2.0 EcoBlue                                      | 2.0 TDCi                                  | 2.0 TDCi                     | 2.0 EcoBlue                                      | 2.0 EcoBlue                  | 2.0 EcoBlue                  | 2.0 EcoBlue                  | 2.0 TDCi                     | 2.0 EcoBlue                  |
| Bauzeitraum                                 | 04/2015–06/2018             | 06/2018–08/2019             | 04/2015–06/2018                           | 04/2015–06/2018              | 06/2018–09/2020                                  | 06/2018–08/2019              | 09/2020–11/2021                                  | 04/2015–06/2018                           | 04/2015–06/2018              | 06/2018–09/2020                                  | 06/2018–09/2020              | 09/2020–11/2021              | 09/2020–11/2021              | 04/2015–06/2018              | 06/2018–09/2020              |
| Motorkenndaten                              |                             |                             |                                           |                              |                                                  |                              |                                                  |                                           |                              |                                                  |                              |                              |                              |                              |                              |
| Motortyp                                    | R4-Dieselmotor              | R4-Dieselmotor              | R4-Dieselmotor                            | R4-Dieselmotor               | R4-Dieselmotor                                   | R4-Dieselmotor               | R4-Dieselmotor                                   | R4-Dieselmotor                            | R4-Dieselmotor               | R4-Dieselmotor                                   | R4-Dieselmotor               | R4-Dieselmotor               | R4-Dieselmotor               | R4-Dieselmotor               | R4-Dieselmotor               |
| Gemischaufbereitung                         | Direkteinspritzung          | Direkteinspritzung          | Direkteinspritzung                        | Direkteinspritzung           | Direkteinspritzung                               | Direkteinspritzung           | Direkteinspritzung                               | Direkteinspritzung                        | Direkteinspritzung           | Direkteinspritzung                               | Direkteinspritzung           | Direkteinspritzung           | Direkteinspritzung           | Direkteinspritzung           | Direkteinspritzung           |
| Motoraufladung                              | Turbolader                  | Turbolader                  | Turbolader                                | Turbolader                   | Turbolader                                       | Turbolader                   | Turbolader                                       | Turbolader                                | Turbolader                   | Turbolader                                       | Turbolader                   | Turbolader                   | Turbolader                   | Bi-Turbo                     | Bi-Turbo                     |
| Hubraum                                     | 1997 cm³                    | 1997 cm³                    | 1997 cm³                                  | 1997 cm³                     | 1997 cm³                                         | 1997 cm³                     | 1995 cm³                                         | 1997 cm³                                  | 1997 cm³                     | 1997 cm³                                         | 1997 cm³                     | 1995 cm³                     | 1995 cm³                     | 1997 cm³                     | 1997 cm³                     |
| max. Leistung                               | 88 kW (120 PS) bei 3500/min | 88 kW (120 PS) bei 3500/min | 110 kW (150 PS) bei 3500/min              | 110 kW (150 PS) bei 3500/min | 110 kW (150 PS) bei 3500/min                     | 110 kW (150 PS) bei 3500/min | 110 kW (150 PS) bei 3500/min                     | 132 kW (180 PS) bei 3500/min              | 132 kW (180 PS) bei 3500/min | 140 kW (190 PS) bei 3500/min                     | 140 kW (190 PS) bei 3500/min | 140 kW (190 PS) bei 3500/min | 140 kW (190 PS) bei 3500/min | 154 kW (210 PS) bei 3750/min | 177 kW (240 PS) bei 3750/min |
| max. Drehmoment                             | 310 Nm bei 1750–2000/min    | 340 Nm bei 1750–2000/min    | 350 Nm bei 2000–2500/min                  | 350 Nm bei 2000–2500/min     | 370 Nm bei 2000–2500/min                         | 370 Nm bei 2000–2500/min     | 370 Nm bei 2000–2500/min                         | 400 Nm bei 2000–2500/min                  | 400 Nm bei 2000–2500/min     | 400 Nm bei 2000–2500/min                         | 400 Nm bei 2000–2500/min     | 400 Nm bei 2000–3000/min     | 400 Nm bei 2000–3000/min     | 450 Nm bei 2000–2500/min     | 500 Nm bei 2000–2500/min     |
| Kraftübertragung                            |                             |                             |                                           |                              |                                                  |                              |                                                  |                                           |                              |                                                  |                              |                              |                              |                              |                              |
| Antrieb, serienmäßig                        | Vorderradantrieb            | Vorderradantrieb            | Vorderradantrieb                          | Allradantrieb                | Vorderradantrieb                                 | Allradantrieb                | Vorderradantrieb                                 | Vorderradantrieb                          | Allradantrieb                | Vorderradantrieb                                 | Allradantrieb                | Vorderradantrieb             | Allradantrieb                | Vorderradantrieb             | Vorderradantrieb             |
| Getriebe, serienmäßig                       | 6-Gang-Schaltgetriebe       | 6-Gang-Schaltgetriebe       | 6-Gang-Schaltgetriebe (6-Gang-Powershift) | 6-Gang-Schaltgetriebe        | 6-Gang-Schaltgetriebe (8-Gang-Automatikgetriebe) | 6-Gang-Schaltgetriebe        | 6-Gang-Schaltgetriebe (8-Gang-Automatikgetriebe) | 6-Gang-Schaltgetriebe (6-Gang-Powershift) | 6-Gang-Powershift            | 6-Gang-Schaltgetriebe (8-Gang-Automatikgetriebe) | 8-Gang-Automatikgetriebe     | 8-Gang-Automatikgetriebe     | 8-Gang-Automatikgetriebe     | 6-Gang-Powershift            | 8-Gang-Automatikgetriebe     |
| Messwerte                                   |                             |                             |                                           |                              |                                                  |                              |                                                  |                                           |                              |                                                  |                              |                              |                              |                              |                              |
| Höchstgeschwindigkeit                       | 180 km/h                    | 176 km/h                    | 195 km/h (195 km/h)                       | 193 km/h                     | 194 km/h (192 km/h)                              | 192 km/h                     | 194 km/h (192 km/h)                              | 208 km/h (205 km/h)                       | 203 km/h                     | 207 km/h (204 km/h)                              | 202 km/h                     | 204 km/h                     | 202 km/h                     | 214 km/h                     | 216 km/h                     |
| Beschleunigung, 0–100 km/h                  | 13,4 s                      | 12,6 s                      | 10,8 s (10,8 s)                           | 12,1 s                       | 10,7 s (10,8 s)                                  | 11,1 s                       | 10,7 s (10,8 s)                                  | 9,7 s (9,5 s)                             | 10,5 s                       | 9,6 s (9,7 s)                                    | 10,0 s                       | 9,7 s                        | 10,0 s                       | 8,8 s                        | 8,7 s                        |
| Kraftstoffverbrauch auf 100 km (kombiniert) | 5,1–5,0 l Diesel            | 5,7–5,1 l Diesel            | 5,1–5,0 l Diesel (5,5–5,4 l Diesel)       | 5,5–5,4 l Diesel             | 5,7–5,1 l Diesel (5,9–5,3 l Diesel)              | 6,1–5,8 l Diesel             | 5,4–5,2 l Diesel (5,7–5,5 l Diesel)              | 5,1–5,0 l Diesel (5,5–5,4 l Diesel)       | 5,9–5,8 l Diesel             | 5,7–5,1 l Diesel (5,9–5,2 l Diesel)              | 6,3–6,1 l Diesel             | 5,7–5,3 l Diesel             | 5,5–5,4 l Diesel             | 5,6–5,5 l Diesel             | 6,3–6,1 l Diesel             |
| CO2-Emission (kombiniert)                   | 132–129 g/km                | 147–135 g/km                | 132–129 g/km (142–139 g/km)               | 143–139 g/km                 | 147–133 g/km (159–155 g/km)                      | 153–140 g/km                 | 142–136 g/km (150–143 g/km)                      | 132–129 g/km (142–139 g/km)               | 152–149 g/km                 | 147–133 g/km (153–136 g/km)                      | 164–159 g/km                 | 149–138 g/km                 | 161 g/km                     | 147–144 g/km                 | 163–158 g/km                 |
| Abgasnorm nach EU-Klassifikation            | Euro 6                      | Euro 6d-TEMP                | Euro 6                                    | Euro 6                       | Euro 6d-TEMP                                     | Euro 6d-TEMP                 | Euro 6d                                          | Euro 6                                    | Euro 6                       | Euro 6d-TEMP                                     | Euro 6d-TEMP                 | Euro 6d                      | Euro 6d                      | Euro 6                       | Euro 6d-TEMP                 |

## Wissenswertes
Ford brachte in den 1960er Jahren in den USA ein Automobil unter dem Namen Ford Galaxie auf den Markt, was gelegentlich zu Namensverwechslungen führt.